# Nikola Burović (poslanik)
Nikola Burović, hrvatski pomorac i lokalni političar. Otac patruna prčanjske fregate Tripa.

## Životopis
Rođen u poznatoj hrvatskoj pomoračkoj obitelji iz Perasta Burovićima. Bio je peraški kapetan 1642. godine, a 1646. zastupao je perašku općinu kao poslanik u Mlecima. Kreditor peraške općine u parnici s Kotorom oko prava na sudstvo. Julije Balović je u Peraškoj kronici zabilježio da je Nikola Burović spriječio napad pobunjenika na napuljskog potkralja 1647. u Napulju. Zajedno s Grgurom Burovićem sudionik gušenja une protiv napuljskog potkralja.
Grob mu je u crkvi Opatije Sv. Jurja na otočiću pred Perastom, dekoriran grbom peraškog bratstva Stojšića.